# 久坂葉子
久坂 葉子（くさか ようこ、1931年〈昭和6年〉3月27日 - 1952年〈昭和27年〉12月31日）は、日本の小説家、詩人。本名は、川崎 澄子（かわさき すみこ）。神戸川崎財閥を興した川崎正蔵の曾孫にあたる。父は川崎芳熊（川崎芳太郎の次男）、母は久子（岡部長職の娘）。19歳で芥川賞の候補になったが、21歳で鉄道自殺した。

## 略歴
兵庫県神戸市で川崎財閥一族の子として生まれる。自伝的小説『灰色の記憶』では、上流階級の贅沢な暮らしの中、小学生で万引きやカンニング、嘘や作り話をするようになり、女学校時代には倫理教師に喰ってかかり、授業をさぼって闇市をふらつく不良少女として描かれる。14歳で終戦を迎え、財閥解体令が出、父親は公職追放となり、苦しい生活となった。
神戸山手高等女学校を経て、相愛女子専門学校（相愛女子大学を経て、現在の相愛大学）ピアノ科を中退した。16歳の1947年、初めての自殺未遂、同年暮れに2度目の自殺未遂、翌年3度目の自殺未遂をする。1948年、友人の父親が役員を務める羅紗問屋の竹馬産業に給仕として就職し、喫茶店のアルバイトや佃煮の行商もした。周囲には親が小遣いをくれない、小遣いをくれて自由にさせてくれる人ならどんな年寄でも結婚するなどと言っていた。
島尾敏雄の紹介で、1949年、雑誌『VIKING』に参加し、富士正晴の指導を受けた。このころ島尾ミホから島尾敏雄との仲を疑われる。同年、神戸筋町の自宅が人手に渡り、川崎家の旧邸（跡地は現在神戸北野ホテル）に転居。
凋落する名門家に生きる息苦しさを綴った『落ちてゆく世界』の改作『ドミノのお告げ』は1950年の芥川賞候補となるも選外となる。選考委員の丹羽文雄から「チャーチル会（文化人を中心に終戦直後設立された日曜画家の集まり）の女優の静物画の程度である」と評され、ショックを受ける。
VIKINGに発表した「灰色の記憶」が不評だったことで自己嫌悪となり1951年に同誌を脱退、クラブ化粧品広告部、新日本放送（NJB、現在のMBSラジオ）で嘱託として働き、ラジオ関係者と不倫関係になる。
1952年1月に川崎財閥系の新聞・神戸又新日報で小説『坂道』を連載した。同年2月、化粧品会社と放送局を辞める。同月には島尾敏雄一家が神戸を去り上京している。仕事も恋愛も思うようにいかず、恩師を訪ねて広島に向かい、九州を彷徨ったのち帰郷し、３月、薬を飲んで4度目の自殺を図る。自宅療養中の病床で『華々しき瞬間』を執筆し、富士正晴に酷評されるも富士が新しく創刊した『VILLON』に掲載される。VIKINGにも復帰し現代演劇研究所創立に参加した。11月、「久坂葉子の誕生と死亡」を執筆した。
1952年の大晦日午前2時頃に、遺作となる『幾度目かの最期』を書き上げて京都に住む恋人（役者の北村栄三）に原稿を手渡し、バーで中西勝や徳永秀則らと忘年会に参加したのち、同日夜、阪急六甲駅で梅田行き特急に飛び込み鉄道自殺を遂げた。同作は3人の恋人への思い、自身の一族の生き方への批判、自殺の動機などを告白文のような形で綴ったもので、没後に『新潮』5月号に掲載されたが、父親が資金を出して富士がまとめていた遺稿集には遺族の反対により収録されなかった。そうしたことへの無念さから富士はのちに『贋・久坂葉子伝』を上梓した。
戒名は清照院殿芳玉妙葉大姉。

## 没後
葉子没後の翌年1953年には葉子の死を題材に、島尾敏雄が「死人の訪れ」、前田純敬が「自殺者」を発表した。島尾はのちに知人に「久坂のことは僕が一番知っとんのやで」と語っていたという。同年、VIKINGとVILLONの主宰者・富士正晴は2誌の合併号として『久坂葉子追悼号』を刊行。富士はその後も葉子に関する書籍を複数刊行している。
1976年には富士に相談のうえ構想社の坂本一亀が久坂葉子全集を企画したが、何年も延期されたのち、1981年に坂本の病気引退により立ち消えとなり、同年、富士が『贋・久坂葉子伝』を刊行した。
1978年には久坂葉子研究会ができ、同会から出した研究書がいくつかある。久坂葉子研究家に、同会創設者の柏木薫がいる。柏木は1983年に葉子の死を扱った小説「殺された海」を発表した。

## 筆名
「久坂葉子」の久坂は久坂玄瑞とその妻・久坂文から、葉子は有島武郎の『或る女』の主人公・早月葉子からとったと知人に語っている。1949年にVIKING誌に詩と小説「入梅」が初めて掲載されたときから使用した。このほか、「作間方」という筆名も使っていた。

## 家族
- 父・川崎芳熊 - 男爵川崎芳太郎と千賀（川崎正蔵二女）の二男。川崎総本店（川崎財閥の持株会社）代表、川崎造船所・川崎重工業重役、神戸新聞社・神戸オリエンタルホテル社長。東京帝国大学法学部卒業後、約3年間欧米遊学、帰国後川崎造船所入社。
- 母・久子 - 子爵岡部長職の五女。日下義雄の養女。華族の令嬢として育ったが、戦後は南画を教えるなどして生活を支えた[23]。
- 兄・川崎芳久
- 姉・山内敏子 - 敷島紡績第12代社長・山内信（同社6代社長・山内貢の二男）の妻。[24][25]
- 弟・川崎芳孝
- 伯父・川崎武之助 ‐ 父の兄。男爵。

## 刊行著書
- 『私はこんな女である 久坂葉子遺作集』和光社、1955年9月。 NCID BB23503919。全国書誌番号:55009112。
- 富士正晴 編『久坂葉子詩集』萌木〈VIKINGシリーズ 4〉、1956年12月。 NCID BA41958301。
- 『久坂葉子作品集 女』六興出版、1978年12月。 NCID BN07122715。全国書誌番号:79007154。
- 『久坂葉子詩集』六興出版、1979年4月。 NCID BN08654673。全国書誌番号:79018174。
- 富士正晴 編『久坂葉子の手紙』六興出版、1979年9月。 NCID BN0865455X。全国書誌番号:79033463。
- 富士正晴 編『新編久坂葉子作品集』構想社、1980年4月。 NCID BN08654924。全国書誌番号:80023439。
- 『久坂葉子詩集』北宋社、2002年12月。 NCID BA62266769。全国書誌番号:20458004。
- 『ドミノのお告げ』勉誠出版〈べんせいライブラリー〉、2003年2月。 NCID BA60939144。全国書誌番号:20376102。
- 佐藤和夫 編『久坂葉子全集』 第1巻（小説）、鼎書房、2003年12月。 NCID BA65164109。全国書誌番号:20572560。
- 佐藤和夫 編『久坂葉子全集』 第2巻（小説・随筆）、鼎書房、2003年12月。 NCID BA65164109。全国書誌番号:20572562。
- 佐藤和夫 編『久坂葉子全集』 第3巻（戯曲・詩・俳句・日記）、鼎書房、2003年12月。 NCID BA65164109。全国書誌番号:20572563。
- 『幾度目かの最期 久坂葉子作品集』講談社〈講談社文芸文庫〉、2005年12月。 NCID BA74700181。全国書誌番号:20958705。
- 早川茉莉 編『エッセンス・オブ・久坂葉子』河出書房新社、2008年4月。 NCID BA85909041。全国書誌番号:21421181。
- 『華々しき瞬間』無双舎〈無双舎F文庫〉、2010年8月。全国書誌番号:21809173。

## 関連書籍
- 富士正晴『贋・久坂葉子伝』筑摩書房、1956年3月。 NCID BA90208308。全国書誌番号:56005530。
  - 富士正晴『贋・久坂葉子伝 小ヴィヨン』冬樹社、1969年11月。 NCID BN03895300。全国書誌番号:75027026。
  - 富士正晴『贋・久坂葉子伝』（新装版）冬樹社、1979年3月。 NCID BA5621084X。全国書誌番号:79016824。
  - 富士正晴『贋・久坂葉子伝』講談社〈講談社文庫〉、1980年3月。 NCID BA78451872。全国書誌番号:80018771。
  - 富士正晴『贋・久坂葉子伝』六興出版、1981年8月。 NCID BN01682524。全国書誌番号:81042457。
  - 富士正晴『贋・久坂葉子伝』筑摩書房〈ちくま文庫〉、1995年2月。 NCID BN12506975。全国書誌番号:95042769。
- 柏木薫・志村有弘・久坂葉子研究会 編『神戸残照 久坂葉子』勉誠出版、2006年3月。 NCID BA76547631。全国書誌番号:21017718。
- 富士正晴記念館 編『富士正晴記念館蔵 久坂葉子資料手引き目録』富士正晴記念館〈富士正晴資料整理報告書 第18集〉、2010年2月。 NCID BB01319745。全国書誌番号:21723921。
- 柏木薫『その日の久坂葉子』編集工房ノア、2011年9月。 NCID BB06862697。全国書誌番号:21988240。